# Clásica de Girardot
La Clásica de Girardot (oficialmente: Clásica Nacional Ciudad de Girardot) es una competencia ciclística regional colombiana por etapas (Cat. Nacional) de duración menor a una semana que se realiza en la ciudad de Girardot y sus alrededores en el departamento de Cundinamarca.
El primer ganador fue el ciclista antioqueño Luis Enrique Murillo y el ciclista con más ediciones ganadas es el santandereano Félix Cárdenas con tres victorias.

## Palmarés
| Año  | Ganador                                       | Segundo                                       | Tercero                                       |
| ---- | --------------------------------------------- | --------------------------------------------- | --------------------------------------------- |
| 1987 | Luis Enrique Murillo                          |                                               |                                               |
| 1988 | Arsenio Chaparro                              |                                               |                                               |
| 1989 | José Robles                                   |                                               |                                               |
| 1990 | Joselín Peña                                  | Armando Ospina                                | Julio César Rangel                            |
| 1991 | Luis Germán Cárdenas                          |                                               |                                               |
| 1992 | Carlos Humberto Gálvez                        |                                               |                                               |
| 1993 | Julio Manuel Cubides                          |                                               |                                               |
| 1994 | Henry Castro                                  |                                               |                                               |
| 1995 | Luis Alberto González                         |                                               |                                               |
| 1996 | Raúl Montaña                                  | Víctor Hugo González                          |                                               |
| 1997 | Marlon Pérez                                  |                                               |                                               |
| 1998 | Félix Cárdenas                                | Marlon Pérez                                  | Freddy González                               |
| 1999 | Hernán Bonilla                                | Libardo Niño                                  | Celio Roncancio                               |
| 2000 | Julio César Aguirre                           |                                               |                                               |
| 2001 | Hernán Bonilla                                |                                               | Walter Pedraza                                |
| 2004 | Walter Pedraza                                | Freddy González                               | Heberth Gutiérrez                             |
| 2005 | Ricardo Mesa                                  | Iván Casas                                    | Miguel Sanabria                               |
| 2006 | Julián Rodas                                  | Freddy González                               | Javier Zapata                                 |
| 2007 | Javier Zapata                                 | Marlon Pérez                                  | Víctor Niño                                   |
| 2008 | Julián Atehortúa                              | Javier Zapata                                 | Israel Ochoa                                  |
| 2009 | Freddy Piamonte                               | Walter Pedraza                                | Mauricio Ortega                               |
| 2010 | Félix Cárdenas                                | Stiber Ortiz                                  | Jahir Pérez                                   |
| 2011 | Stiber Ortiz                                  | John Martínez                                 | Edward Beltrán                                |
| 2012 | Félix Cárdenas                                | Iván Parra                                    | Juan Diego Ramírez                            |
| 2013 | Mauricio Ortega                               | Edward Beltrán                                | Alejandro Ramírez                             |
| 2014 | Mauricio Ortega                               | Óscar Soliz                                   | Alex Cano                                     |
| 2015 | Jader Betancur                                | Óscar Álvarez                                 | José Leonel Díaz                              |
| 2016 | Alexis Camacho                                | Robinson Chalapud                             | Juan Pablo Rendón                             |
| 2017 | Fabio Duarte                                  | Carlos Mario Ramírez                          | Jader Betancur                                |
| 2018 | Yerson Sánchez                                | Luis Alfredo Martínez                         | Juan Diego Guerrero                           |
| 2019 | Walter Pedraza                                | Brandon Rivera                                | Aldemar Reyes                                 |
| 2020 | edición cancelada por la pandemia de COVID-19 | edición cancelada por la pandemia de COVID-19 | edición cancelada por la pandemia de COVID-19 |
| 2021 | Heberth Gutiérrez                             | Carlos Gutiérrez                              | Juan Carlos Castaño                           |
| 2022 | Rodrigo Contreras                             | David Santiago Gómez                          | Alejandro Osorio                              |
| 2023 | Brandon Rojas                                 | Didier Chaparro                               | Alexander Gil                                 |
| 2024 | Andrés Camilo Ardila                          | Jaider Muñoz                                  | Mauricio Zapata                               |